# Scitala iridipennis
Scitala iridipennis är en skalbaggsart som beskrevs av Britton 1987. Scitala iridipennis ingår i släktet Scitala och familjen Melolonthidae. Inga underarter finns listade i Catalogue of Life.